# 10962 Sonnenborgh
10962 Sonnenborgh este un asteroid din centura principală de asteroizi.

## Descriere
10962 Sonnenborgh este un asteroid din centura principală de asteroizi. A fost descoperit pe 17 octombrie 1960 la Observatorul Palomar de Cornelis Johannes van Houten, Ingrid van Houten-Groeneveld și Tom Gehrels. Asteroidul prezintă o orbită caracterizată de o semiaxă mare de 2,38 ua, o excentricitate de 0,17 și o înclinație de 9,7° în raport cu ecliptica.